# 四门塔
四门塔，位于中国山东省济南市历城区柳埠镇东北，是一座单层亭阁式石塔。该塔始建于隋代大业七年（611年），但在直接证明其修建年代的刻字被发现之前，该塔一直被误认为是东魏年间建筑。该塔平面呈正方形，高15.04米，塔室内建有塔心柱，每面均安放有一座佛像。1961年，四门塔被列为全国重点文物保护单位。1997年，四门塔内一座佛像的佛头曾被盗走，后于2002年追回。

## 历史
关于四门塔的建造时间并没有明确的史籍记载，这也让四门塔的建造时间出现了两种说法，其中一种认为该塔的建造时代与其原属的寺庙郎公寺相近，而郎公寺建于前秦皇始元年（351年）:217；另一种说法则根据塔内所存造像上所刻的东魏武定二年（公元544年）字样，认定该塔的建造时间不会晚于544年。隋朝开皇三年（583年）时，郎公寺被隋文帝杨坚赐名为神通寺。清朝末年以后，神通寺逐渐衰败，寺产被寺内僧人们大肆倒卖，四门塔中原藏的两则题记和部分佛像也遭到盗卖，其中记载杨显叔造像四躯的题记被清末直隶总督端方盗走并转卖，最终流入日本；另一则题记记载唐代景龙二年（768年）尼姑无畏等造弥陀佛及观世音等造像，但最终该题记连同其所记载的造像一并不知所踪。该塔原为在1972年的一次整体维修中，工作人员在塔顶内部的一块石栱板上发现了“大业七年造”的字样，该塔的建造时间遂被确定为隋代大业七年（公元611年），而东魏年间的佛像有说法认为是则为其他时期迁入塔内:49。由此四门塔也被认定为中国境内现存最古老的亭阁式石塔。在1973年的维修当中，工作人员还从塔心柱中发现了长30.8厘米，宽31厘米，高29.9厘米的石函，其中有琉璃珠和佛舍利。有说法根据该塔建造的时间，推断四门塔是为了安置仁寿二年（601年）时隋文帝所散发的佛舍利而建造的舍利塔。

## 结构

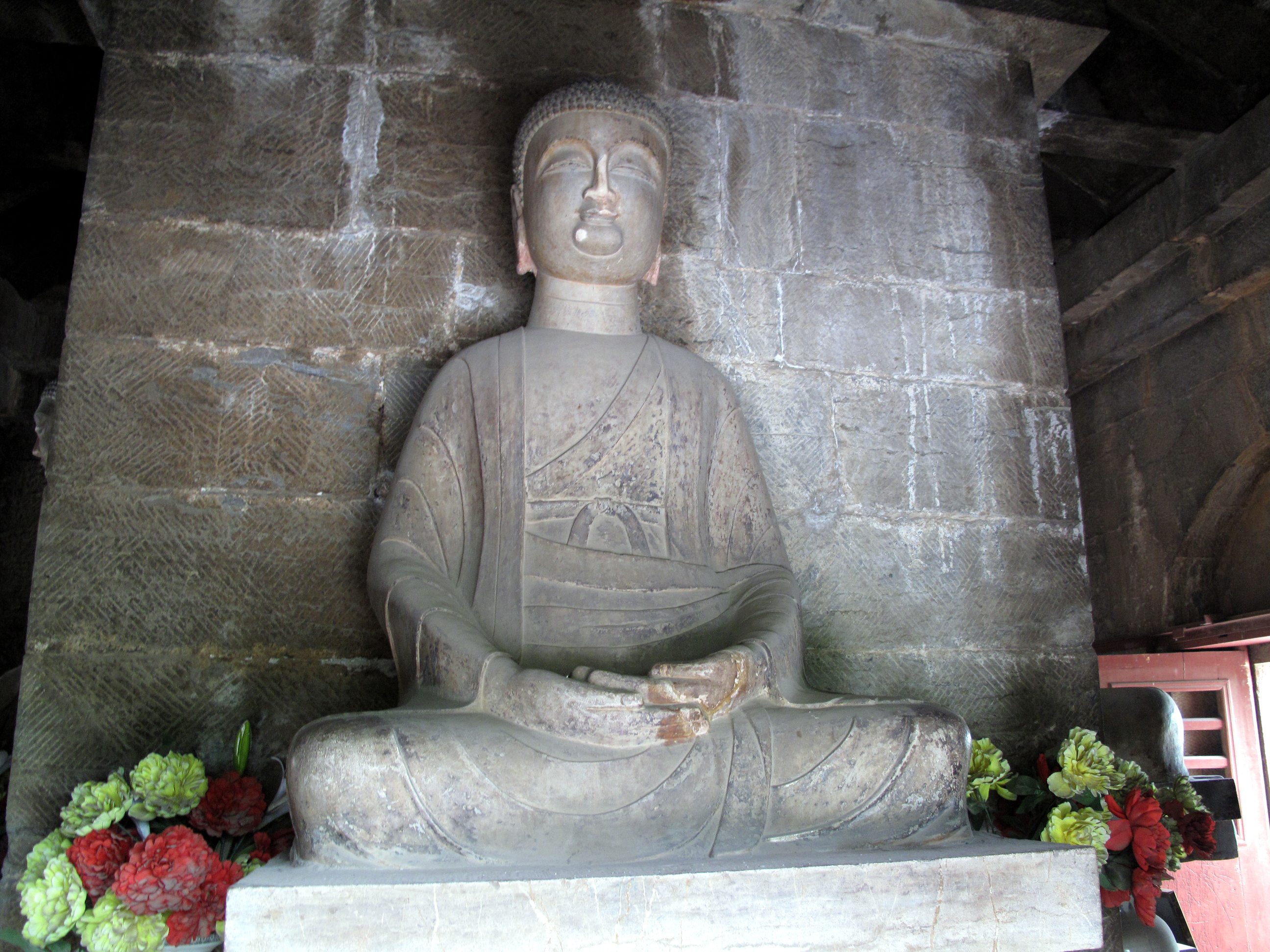
塔内西面的无量寿佛造像

四门塔位于济南市历城区柳埠镇东北，是一座正方形单层亭阁式石塔，通高15.04米，可分为塔身、塔檐、塔顶和塔刹四个部分，塔身内部有塔室。
塔身四个外正面完全相同，均由大块方石砌成，每边宽7.4米，外壁高6.6米，厚0.8米，每面正中开高1.94米、宽1.44米的券门。塔身上方为塔檐，共有5层，由下往上出檐逐渐增大。塔檐上方为塔顶，由共计23层的方青石板叠筑而成，每面均略凹。塔刹在塔顶之上，由下到上分别为露盘、山华蕉叶、相轮和宝珠组成，其中露盘为方形束腰须弥座式，高1.6米；山华蕉叶为青石质地，被安置在露盘四周；相轮为圆形，位于露盘正中央，上下共17层；柱状宝珠则位于相轮正中。
塔室的地面高出塔外地面0.39米，正中央有青石质地的方形塔心柱，每边宽2.32米。柱子底部为方形平座，高0.78米，边长4.03米。塔身墙壁与塔心柱之间有宽0.89米的回廊。柱顶与塔身内壁之间有两层出檐，上有16根三角形石梁，石梁上方铺设有石板。塔心柱每面均有一座平台，上方各有一尊佛像。其中背面为微妙声佛造像，东面为香积阿閦佛造像，南面为保生佛造像，西面为无量寿佛造像。四尊造像均为东魏武定二年所造。

## 保护
1951年，四门塔从外面打三道铁箍以加固墙体，并在塔内立石柱以支撑断裂的三角梁。1961年，四门塔被列为全国重点文物保护单位，入册时其始建年代被定为东魏。1971年，国家文物局拨款维修四门塔，并作了“加固塔基，维修塔顶”的批示。1972年这次维修工程正式启动，首先加固塔基和开裂的塔身。1973年维修塔顶到塔心柱上方时发现了舍利函及舍利。1973年，该次维修工程宣布竣工。1997年3月8日，四门塔内的香积阿閦佛佛头被盗，后经调查发现犯罪分子早在盗走佛头前5个月就破坏了佛像。此后，参与盗窃的4名犯罪分子先后于1999年、2001年和2007年先后被抓捕归案，而失窃的佛头则于2002年由台湾法鼓山佛教基金会交还给济南文物保护协会，并于当年12月21日重新安放回佛身上。2011年4月，国家文物局批准了《四门塔、唐代台基等建筑维修保护方案》，2012年2月8日正式启动四门塔古建筑文物修缮工程。